# E121 (dokument)
E121 (Zaświadczenie o zarejestrowaniu emeryta/rencisty lub członków jego rodziny i o aktualizacji wykazów) – dokument, na podstawie którego przysługuje prawo do korzystania ze świadczeń zdrowotnych w państwie zamieszkania w Europejskim Obszarze Gospodarczym (EOG).

## Sytuacja w Polsce
Osoby zamieszkałe w krajach EOG i pobierające świadczenia emerytalne lub rentowe z ZUS, KRUS lub Zakładu Emerytalno-Rentowego MSWiA, Wojskowego Biura Emerytalnego, Biura Emerytalnego Służby Więziennej lub z jednostki organizacyjnej Ministerstwa Sprawiedliwości wypłacającej uposażenia sędziom i prokuratorom w stanie spoczynku oraz członkom ich rodzin, mają możliwość uzyskania prawa do korzystania ze świadczeń medycznych na koszt Polski.
Narodowy Fundusz Zdrowia pokrywa koszty leczenia po spełnieniu poniższych warunków:
- nie jest się czynnym zawodowo,
- nie pobiera się emerytury/renty z kraju zamieszkania,
- nie pobiera się emerytury/renty z innego niż Polska lub kraj zamieszkania państwa EOG, w którym się pracowało dłużej niż w Polsce[3].